# ماثيو هوارد (لاعب كرة قدم)
ماثيو هوارد (بالفرنسية: Matthieu Huard)‏ هو لاعب كرة قدم فرنسي في مركز ظهير ‏، ولد في 9 مايو 1998 في نويي-سور-سين في فرنسا. لعب مع نادي أجاكسيو.

## وصلات خارجية
- ماثيو هوارد على موقع رابطة كرة القدم الفرنسية للمحترفين (الإنجليزية)
- ماثيو هوارد على موقع قاعدة بيانات كرة القدم.إي يو (الإنجليزية)
- ماثيو هوارد على موقع Soccerway.com (الإنجليزية)
- ماثيو هوارد على موقع عالم كرة القدم.نت (الإنجليزية)